# Miss Continente Americano 2012
Miss Continente Americano 2012 fue la séptima edición del concurso Miss Continente Americano, realizado en Guayaquil, Ecuador el 29 de septiembre de 2012. Al final del evento Claudia Schiess, Miss Continente Americano 2011 de Ecuador coronó a su sucesora, Kamilla Serakides de Brasil, como Miss Continente Americano 2012.

## Posiciones
| Resultado                      | Delegada                                                                                 |
| Miss Continente Americano 2012 | - Brasil - Camila de Lima Serakides                                                      |
| Virreina Americana             | - Panamá - Maricely González                                                             |
| Primera finalista              | - Argentina - Josefina José Herrero                                                      |
| Finalistas (Top 6)             | - México - Karen Padilla - Paraguay - Liliana Santa Cruz - Costa Rica - Fabiana Granados |

## Premios especiales
| Premio               | Delegada                  |
| Miss Fotogénica      | - México - Karen Padilla  |
| Miss Simpatía        | - Canadá - Kesiah Liane   |
| Mejor Traje Nacional | - Colombia - Melissa Cano |

## Cuadro de candidatas
| País                 | Delegada                               | Edad | Estatura         | Procedencia                |
| Argentina            | Josefina José Herrero                  | 17   | 1,77 - 5'9 1/2"  | Mercedes                   |
| Belice               | Chantae Chanice Guy                    | 20   | 1,78 - 5'10"     | Belmopán                   |
| Bolivia              | Luz Daliana Acosta Castellón           | 22   | 1,73 - 5'8"      | Tarija                     |
| Brasil               | Camila de Lima Serakides               | 23   | 1,78 - 5'10"     | Pernambuco                 |
| Canadá               | Kesiah Kathleen Liane Papasin          | 21   | 1,70 - 5'7"      | Toronto                    |
| Chile                | Camila Stuardo Jeria                   | 23   | 1,78 - 5'10"     | Temuco                     |
| Colombia             | Ana Melissa Cano Rey                   | 21   | 1,76 - 5'9 1/2"  | Bogotá                     |
| Costa Rica           | Fabiana Granados Herrera Parra         | 22   | 1,72 - 5'7 1/2"  | Guanacaste                 |
| Ecuador              | Tatiana Katherine Loor Hidalgo         | 21   | 1,70 - 5'7"      | Santo Domingo              |
| El Salvador          | María Luisa Vicuña Zamorano            | 18   | 1,75 - 5'9"      | Sonsonate                  |
| Guatemala            | Andrea Alejandra Morales Teo           | 19   | 1,82 - 5'11 1/2" | Chimaltenango              |
| Honduras             | Rosmery Natalí Arauz Mejía             | 19   | 1,74 - 5'8 1/2"  | Cofradía                   |
| México               | Karen Padilla Brizuela                 | 21   | 1,75 - 5'9"      | Ciudad de México           |
| Nicaragua            | Violeta Majano Gutiérrez               | 24   | 1,72 - 5'7 1/2"  | Granada                    |
| Panamá               | Maricely del Carmen González Pomares   | 24   | 1,71 - 5'7 1/2"  | Panamá                     |
| Paraguay             | Liliana Noemí Santa Cruz Vera          | 25   | 1,80 - 5'11"     | Villarrica                 |
| Perú                 | Cindy Paola Mejía Santa María          | 24   | 1,73 - 5'8"      | Lima                       |
| Puerto Rico          | Jennifer Guevara Campos                | 25   | 1,75 - 5'9"      | Arroyo                     |
| República Dominicana | Carolyn Andreína Hawa Rodríguez        | 24   | 1,75 - 5'9"      | Santiago de los Caballeros |
| Uruguay              | Valentina Henderson Aramburu           | 18   | 1,79 - 5'10 1/2" | Salto                      |
| Venezuela            | Andrea Estefanía Vásquez Annicchiarico | 21   | 1,78 - 5'10"     | Caracas                    |

## Datos acerca de las candidatas
Miss Universo
- 2013: -  Perú - Cindy Mejía
- 2013: -  Costa Rica - Fabiana Granados  (Top 16)

Miss Mundo
- 2007: -  Puerto Rico - Jennifer Guevara (Top 16)
- 2012: -  Argentina - Josefina José Herrero
- 2012: -  El Salvador - María Luisa Vicuña
- '2012: -  Panamá - Maricely González (Top 30 y Finalista de Talento)
- 2012: -  Uruguay - Valentina Henderson

Miss Internacional
- 2014: -  Argentina - Josefina José Herrero (Top 10)

Miss Tierra
- 2011: -  Chile - Camila Stuardo
- 2012: -  Costa Rica - Fabiana Granados  (Top 16)

Reina Hispanoamericana
- 2011: -  Perú - Cindy Mejía sin clasificación.

Miss Tourism International: 
- 2012: -  Panamá - Maricely González (Top 20)